# Raimo Helminen
Raimo Ilmari Helminen (Tampere, 11 marzo 1964) è un allenatore di hockey su ghiaccio ed ex hockeista su ghiaccio finlandese.
Con la sciatrice Marja-Liisa Kirvesniemi, suo marito Harri, l'amazzone Kyra Kyrklund e il tiratore Juha Hirvi compone il quintetto degli atleti finlandesi con maggior numero di partecipazioni olimpiche, sei.

## Carriera
Hockeista giunto ai massimi livelli individuali, essendo stato del 1985 al 1989 giocatore nella National Hockey League statunitense, massima vetrina mondiale per questo sport. Vanta sei partecipazioni ai Giochi olimpici e tre medaglie conquistate nell'hockey su ghiaccio.

## Partecipazioni olimpiche
1. Sarajevo 1984
2. Calgary 1988
3. Albertville 1992
4. Lillehammer 1994
5. Nagano 1998
6. Salt Lake City 2002

## Palmarès
- Argento a Calgary 1988
- Bronzo a Lillehammer 1994
- Bronzo a Nagano 1998